# اتفاقية التجارة الحرة بين أستراليا وكوريا

القيمة الشهرية لصادرات البضائع الأسترالية إلى كوريا الجنوبية (بملايين الدولارات الأسترالية) منذ عام 1988

القيمة الشهرية لصادرات البضائع الكورية الجنوبية إلى أستراليا (بملايين الدولارات الأسترالية) منذ عام 1988

اتفاقية التجارة الحرة بين أستراليا وكوريا (بالإنجليزية: Korea–Australia Free Trade Agreement، وتعرف اختصارًا: KAFTA) هي اتفاقية ثنائية تسعى إلى تقليل حواجز التجارة والاستثمار بين كل من أستراليا وكوريا الجنوبية. تم الانتهاء من الاتفاقية ودخلت حيز التنفيذ في عام 2014. تتمتع أستراليا وكوريا الجنوبية بعلاقة تجارية قوية ومتكاملة وواسعة النشاط.

## الاتفاق
اختتم وزير التجارة الأسترالي أندرو روب ووزير التجارة الكوري يون سانغ جيك المفاوضات بشأن الاتفاقية في أوائل شهر ديسمبر من عام 2013 وتم التوقيع بالأحرف الأولى على نص الاتفاقية الذي تم التحقق منه قانونيًا من قبل كبار المفاوضين في 10 فبراير 2014. في شهر أبريل 2014 ترأس رئيس الوزراء الأسترالي توني أبوت وفدًا تجاريًا إلى كل من اليابان وكوريا الجنوبية والصين. شكلت الاقتصادات الثلاثة أكثر من نصف التجارة الثنائية في أستراليا. في الجزء الكوري الجنوبي من البعثة وقع أبوت اتفاقية التجارة الحرة بين أستراليا وكوريا مع حكومة بارك جيون هاي في سيول في 8 أبريل. دخلت الاتفاقية حيز التنفيذ في 12 ديسمبر 2014.
وفقًا لوزارة الشؤون الخارجية والتجارة الأسترالية تتمتع أستراليا وكوريا «بواحدة من أقوى العلاقات التجارية وأكثرها تكاملاً في منطقة آسيا والمحيط الهادئ. اتفاقية التجارة الحرة بين كوريا وأستراليا تقلل من حواجز التجارة والاستثمار، مما يجعلها أسهل بالنسبة للأستراليين للقيام بأعمال تجارية مع كوريا رابع أكبر شريك تجاري لنا».